# Coptocycla undecimpunctata
Coptocycla undecimpunctata es una especie de coleóptero de la familia Chrysomelidae.
Fue descrita científicamente en 1781 por Fabricius.